# La rosa purpurea del Cairo
La rosa purpurea del Cairo (The Purple Rose of Cairo, letteralmente La rosa viola del Cairo) è un film del 1985 scritto e diretto da Woody Allen ed interpretato, fra gli altri, da Mia Farrow, Jeff Daniels e Danny Aiello.
È stato presentato fuori concorso al 38º Festival di Cannes.

## Trama
Negli anni della grande depressione, Cecilia, una donna giovane che vive in una cittadina di provincia del New Jersey con un marito dispotico e fannullone, per evadere dalla sua vita monotona e dal deludente matrimonio, si rifugia nella fantasia dei film proiettati nel cinema della città. Dopo aver assistito alla proiezione del film La rosa purpurea del Cairo, ne rimane talmente affascinata da rivederlo più volte fino al punto che il suo personaggio preferito, Tom Baxter, accortosi dell'assiduità della spettatrice, esce materialmente dallo schermo prendendo vita autonoma nel mondo reale, e propone alla donna di fuggire. I due trascorrono in questo modo il tempo insieme e s'innamorano, mentre i protagonisti del film si trovano costretti ad aspettare il ritorno del personaggio per poter proseguire con la trama della pellicola e, per passare il tempo con gli attoniti spettatori del cinema, conversano tra loro.
Giunta voce dell'incredibile avvenimento accaduto nel New Jersey, e di altri tentativi dei vari Tom Baxter di uscire dallo schermo nelle altre città, i produttori del film sono talmente allarmati da eventuali cause legali che minacciano di ritirare la pellicola e intimano all'attore Gil Shepherd, che interpreta Tom, di rintracciarlo e costringerlo a ritornare sullo schermo se non vuole mettere a rischio la sua stessa carriera cinematografica.
Gil, quindi, giunge nella città dove vive Cecilia e la incontra per caso. I due trascorrono alcuni momenti felici insieme. Cecilia è una grande ammiratrice di Gil e lui sembra contraccambiare l'interesse di lei, tanto da dichiarare il suo amore alla donna. Rintracciato Tom, Gil mette Cecilia di fronte ad una scelta: scegliere tra lui e il personaggio fittizio, proponendole anche di fuggire con lei a Hollywood e passare la vita insieme. Cecilia sceglie Gil. Tom, addolorato per la sua scelta, non può fare altro che rientrare nello schermo, salvando quindi la carriera dell'attore. Il giorno seguente la donna lascia il marito e si reca al cinema della città per incontrare Gil e partire con lui, ma l'attende un'amara scoperta: l'attore l'ha lasciata sola, essendo già ripartito per Hollywood. Per superare il terribile momento, a Cecilia non rimane che rifugiarsi ancora una volta dietro l'effimera fantasia hollywoodiana: nel buio della sala assiste, affranta e affascinata, alla proiezione del celebre film Cappello a cilindro con Fred Astaire e Ginger Rogers.

## Riconoscimenti
- 1986 - Premio Oscar
  - Nomination Migliore sceneggiatura originale a Woody Allen
- 1986 - Golden Globe
  - Migliore sceneggiatura a Woody Allen
  - Nomination Miglior film commedia o musicale a Woody Allen
  - Nomination Migliore attrice in un film commedia o musicale a Mia Farrow
  - Nomination Miglior attore in un film commedia o musicale a Jeff Daniels
- 1986 - Premio BAFTA
  - Miglior film
  - Migliore sceneggiatura originale a Woody Allen
  - Nomination Migliore attrice protagonista a Mia Farrow
  - Nomination Migliori effetti speciali a R/Greenberg Associates
- 1986 - Premio César
  - Miglior film straniero a Woody Allen

1985 - New York Film Critics Circle Awards
- - Migliore sceneggiatura originale a Woody Allen
  - 2º posto Miglior film a Woody Allen